# (308635) 2005 YU55
(308635) 2005 YU55 — небольшой астероид из группы Аполлонов, относящийся к астероидам, сближающимся с Землёй, и классифицированный как потенциально опасный объект (англ. PHO). Обнаружен 28 декабря 2005 года астрономом Робертом МакМилланом из Аризонского университета в обсерватории Стюарда на горе Китт Пик.

## Орбита
Астероид движется вокруг Солнца по сильно вытянутой орбите (эксцентриситет 0,429), делая полный оборот за 1,22 года. Большая полуось орбиты — 1,1427 а. е.; наклонение орбиты — 0,51351°.

## Сближения с Землёй и Венерой
9 ноября 2011 года в 03:28 МСК 2005 YU55 пролетел на расстоянии около 325,1 тыс. км от Земли (около 85 % расстояния Земля — Луна).
8 апреля 2015 года астероид пролетел в 423,8 тыс. км от Земли.
В 2029 году астероид пролетит примерно в 280 тыс. км от Венеры; вызванные ею пертурбации определят точную траекторию его пролёта вблизи Земли в 2041 году. По предварительным расчётам учёных, в 2075 году астероид приблизится к Земле на расстояние около 150 тысяч километров.

## Физические характеристики

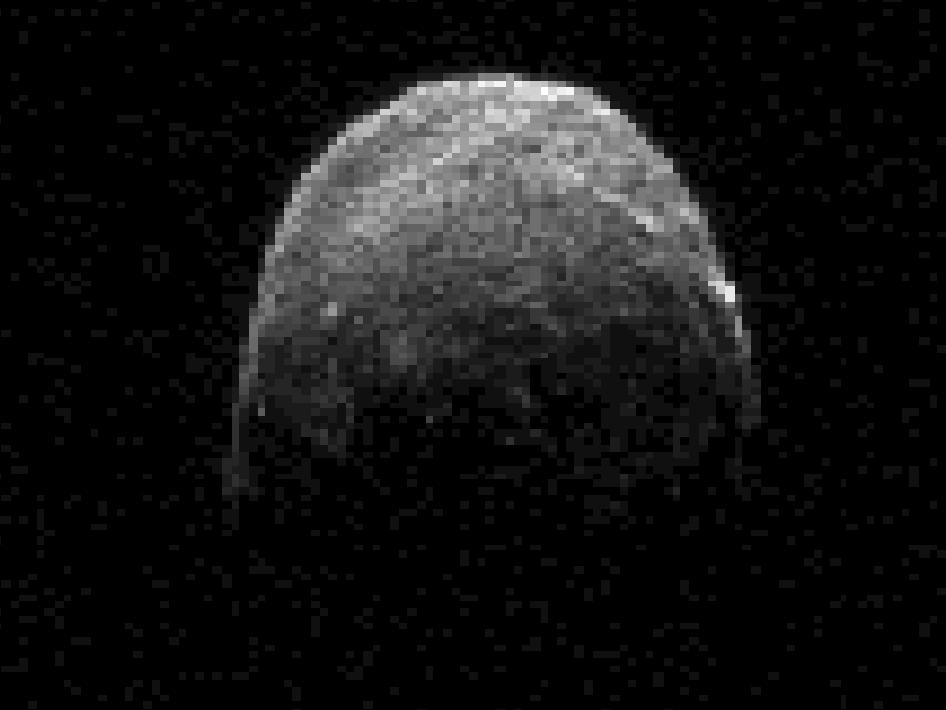
Снимок радара Голдстоун, 7 ноября 2011 года.

Малая планета 2005 YU55 — это очень тёмный, практически шарообразный астероид класса C. Диаметр астероида — порядка 400 метров. Масса 2005 YU55 — около 55 млн тонн.